# 聖母安息主教座堂 (弗拉基米爾)
聖母安息主教座堂（俄语：Собор Успения Пресвятой Богородицы）是位於俄羅斯弗拉基米爾的一座修建於13至14世紀的中世紀教堂。聖母安息主教座堂於1992年被列入世界遺產弗拉基米爾和蘇茲達爾的白色古蹟群。最早的大教堂修建於1158年至1160年，在很長一段時間內都曾是俄羅斯最大的教堂。
56°07′38.59″N 40°24′32.10″E / 56.1273861°N 40.4089167°E